# Amadou Gon Coulibaly
Amadou Gon Coulibaly (ur. 10 lutego 1959 w Abidżanie, zm. 8 lipca 2020 tamże) – iworyjski polityk, minister rolnictwa w latach 2003–2010, premier Wybrzeża Kości Słoniowej w latach 2017–2020.

## Życiorys
Amadou Gon Coulibaly w 1977 ukończył szkołę średnią w Dabou, po czym przez dwa lata kształcił się w liceum Lycée Jean-Baptiste Say w Paryżu. W 1982 uzyskał tytuł inżyniera w paryskiej szkole Ecole des Travaux Public, a w 1983 dyplom szkoły wyższej Centre des Hautes Etudes de la Construction w Paryżu.
W latach 1990–1993 pełnił funkcję doradcy technicznego premiera Alassane'a Ouattary. W latach 1994–1995 był wicedyrektorem jednej z państwowych agencji ds. infrastruktury (Direction et Contrôle des Grands Travaux), a od 1996 do 2000 dyrektorem ICEF (International de Conseil d’Etudes et de Formation).
Od marca 2003 do lutego 2010 zajmował stanowisko ministra rolnictwa w kolejnych rządach. Od czerwca 2011 do stycznia 2017 pełnił funkcję ministra stanu w kancelarii prezydenta. Dodatkowo, w latach 1995–1999 oraz ponownie od 2011 był członkiem Zgromadzenia Narodowego z ramienia Zgromadzenia Republikanów (RDR). W marcu 2001 został również burmistrzem miasta Korhogo.
10 stycznia 2017 prezydent Alasssane Ouattara mianował go nowym szefem rządu. Zastąpił na tym stanowisku Daniela Kablana Duncana, który dzień wcześniej złożył dymisję, a 16 stycznia 2017 objął urząd wiceprezydenta Wybrzeża Kości Słoniowej. 11 stycznia 2017 powołany został nowy rząd składający się z 28 ministrów.
W 2012 Coulibaly przeszedł operację serca. 2 maja 2020 udał się do Francji na rutynowe badania oraz urlop. Powrócił 2 lipca i kontynuował urzędowanie, jednak 8 lipca podczas cotygodniowego spotkania gabinetu źle się poczuł i został zabrany do szpitala, gdzie zmarł tego samego dnia.